# Jens Otto Krag
Jens Otto Krag (født 15. september 1914 i Randers, død 22. juni 1978 i Skiveren) var en fremtrædende dansk socialdemokratisk politiker, der var landets statsminister i to perioder.
Krag var søn af tobakshandler Anders Madsen og fru Astrid Krag. Efter skolegangen på C. la Cours Skole og matematisk-naturvidenskabelig studentereksamen fra Randers Statsskole i 1933 flyttede Jens Otto Krag til København. Han blev cand.polit. fra Københavns Universitet i 1940. Derefter blev han sekretær i Valutacentralen og Direktoratet for Vareforsyning. Efter krigen blev han kontorchef i Arbejderbevægelsens Erhvervsråd.
Allerede i gymnasieårene var han aktiv i Danmarks Socialdemokratiske Ungdom og fortsatte i Socialdemokratiet, mens han studerede.
Jens Otto Krag var en hovedkraft bag Socialdemokratiets efterkrigsprogram, Fremtidens Danmark.
Han afløste i 1962 Viggo Kampmann på statsministerposten, og han var til stadighed en ivrig tilhænger af en aktiv dansk Europapolitik.
Omkring 1964 gik der rygter om, at Jens Otto Krag skulle være ny nationalbankdirektør og dermed stå i spidsen for modernisering af Nationalbanken, som bl.a. skulle udmønte sig i flytningen til Arne Jacobsens nye glashus, som åbnede syv år senere i 1971.[kilde mangler] Krag var alligevel ikke interesseret i posten, som dermed gik til direktør Erik Hoffmeyer.
I 1966 fik Socialdemokratiet og Socialistisk Folkeparti for første gang flertal, og dannede "det røde kabinet", en socialdemokratisk mindretalsregering alene støttet af Socialistisk Folkeparti. Det var i denne forbindelse Krag blev kendt for udtrykket: Man har et standpunkt, til man ta'r et nyt – et citat hentet fra Ekstra Bladets interview med den genvalgte statsminister. Han havde inden valget i 1966 udtalt, at han aldrig ville danne regering alene med Socialistisk Folkepartis tilslutning.
Efter folkeafstemningen 2. oktober 1972 om tilslutningen til EU (det daværende EF) overraskede Krag næsten alt og alle ved dagen efter at gå af som statsminister. Vennen Erling Dinesen vidste dog om beslutningen i forvejen.[kilde mangler] Krag fortsatte frem til valget i 1973 som menigt folketingsmedlem. Efter sin afgang ved valget underviste Krag i politisk videnskab på Aarhus Universitet.
I 1974 blev Krag leder for EF-Kommissionens delegation i USA. Bekendtskabet med det hektiske liv kombineret med det trøstesløse og skuffende arbejdsklima i Washington fik Krag til at droppe jobbet året efter.[kilde mangler] Han brugte herefter tiden til at revse danskerne, som i mellemtiden havde stemt modstanderen, skattenægteren og advokaten Mogens Glistrup ind i Folketinget.
Krag tilbragte de sidste år af sit liv i sit sommerhus i Skiveren, hvor han blandt brugte tiden på at skrive og male. Krag døde 22. juni 1978 og blev kørt i rustvogn gennem Danmark til bisættelse i Folkets Hus på Vesterbro (det nuværende Vega) og begravelse på Vestre Kirkegård i København. Undervejs kørte rustvognen igennem fødebyen Randers, hvor byens indbyggere samledes for at tage afsked.

## Privat
Jens Otto Krag var gift med Eva Birgitta Tengroth fra 1950 til 1955. 1959 giftede han sig med skuespilleren Helle Virkner i Roquebrune-Cap-Martin. De fik to børn, Astrid Helene, kaldet Søsser, og Jens Christian, inden ægteskabet blev opløst i 1973. Uden for ægteskab fik han sønnen Peter Hansted (født 12/1 1956) med Lisbet Hansted.

## Politisk tidslinje
- Medlem af Frederiksberg Kommunalbestyrelse fra 1946 til 1947
- Medlem af Folketinget fra 1947 til 1973 valgt i Randerskredsen
- 1947-50 Handelsminister i Hedtoft-regeringen 1947-50
- 1950-52 Udstationeret som økonomisk rådgiver ved den danske ambassade i Washington
- 1953-57 Økonomi- og Arbejdsminister
- 1957-58 Minister for udenrigshandel
- 1958-62 Udenrigsminister
- 1962-68 Statsminister
  - Regeringen Jens Otto Krag I 1962-66
  - Regeringen Jens Otto Krag II 1966-68
- 1971-72 Statsminister
  - Regeringen Jens Otto Krag III 1971-72
- 1971 Præsident for Nordisk Råd

- Mindetavle i Randers
- Gravsten på Vestre Kirkegård